# Avinoffia hollandi
Avinoffia là một chi bướm đêm thuộc họ Sphingidae chỉ gồm một loài Avinoffia hollandi. Nó được tìm thấy ở Cameroon, Gabon, Congo và Liberia.